# Alberto di Prussia (principe 1809)
Alberto di Prussia (tedesco: Friedrich Heinrich Albrecht von Preußen; Königsberg, 4 ottobre 1809 – Berlino, 14 ottobre 1872) è stato un principe e generale prussiano.

## Biografia
Alberto era figlio di Federico Guglielmo III di Prussia e di Luisa di Meclemburgo-Strelitz. Nacque mentre la famiglia era in esilio a causa dell'invasione napoleonica; la madre morì l'anno successivo alla sua nascita.

## Carriera militare
Nel 1819 entrò nell'esercito prussiano come sottotenente nel 1º reggimento di fanteria. La sua carriera proseguì fino alla nomina, nel 1852, al grado di generale di cavalleria (arma a cui era molto affezionato). Nel 1865 venne nominato Ispettore di Divisione della 3ª Armata.
Durante la guerra austro-prussiana del 1866 comandò il Corpo di Cavalleria della 1ª Armata, partecipando alle battaglie di Münchengrätz, Jičin, Hradec Králové e Sadowa. Allo scoppio della guerra franco-prussiana ricevette il comando della 3ª Armata, di cui faceva parte la 4ª Divisione di cavalleria. Successivamente ebbe il compito di controllare l'armata francese nella zona della Loira verso Orléans. La sua divisione partecipò alle operazioni condotte dal generale von der Tann, da Federico Francesco II di Meclemburgo-Schwerin e da Federico Carlo di Prussia. Alla fine della guerra, Alberto divenne colonnello generale.

## Matrimoni

### Primo matrimonio
Sposò, il 14 settembre 1830, Marianna di Orange-Nassau, figlia di Guglielmo I dei Paesi Bassi e di Guglielmina di Prussia. I due erano cugini, in quanto il padre di Alberto e la madre di Marianna erano fratello e sorella. Dal matrimonio nacquero cinque figli:
- Carlotta (1831-1855), sposò Giorgio II di Sassonia-Meiningen;
- un figlio maschio (nato e morto il 4 dicembre 1832);
- Alberto di Prussia (1837-1906), reggente del ducato di Brunswick;
- Elisabetta (nata e morta nel 1840);
- Alessandrina (1842-1892), sposò Guglielmo di Meclemburgo-Schwerin.

Alberto e Marianna divorziarono il 28 marzo 1849.

### Secondo matrimonio
Sposò, nel 1853, Rosalia von Rauch. Ebbero due figli:
- Guglielmo (1854-1930);
- Federico Bernardo (1857-1914).

## Morte
Morì il 14 ottobre 1872 e venne sepolto in un mausoleo nel parco dello Schloss Charlottenburg.

## Ascendenza
|                                           |                                                 |                                                        | Genitori                                                              |  |  | Nonni |  |  | Bisnonni                     |  |  | Trisnonni                       |  |
|                                           |                                                 |                                                        |                                                                       |  |  |       |  |  | Augusto Guglielmo di Prussia |  |  | Federico Guglielmo I di Prussia |  |
|                                           |                                                 |                                                        |                                                                       |  |  |       |  |  | Augusto Guglielmo di Prussia |  |  | Federico Guglielmo I di Prussia |  |
|                                           |                                                 | Sofia Dorotea di Hannover                              |                                                                       |  |  |       |  |  | Augusto Guglielmo di Prussia |  |  |                                 |  |
| Federico Guglielmo II di Prussia          |                                                 |                                                        |                                                                       |  |  |       |  |  | Augusto Guglielmo di Prussia |  |  |                                 |  |
|                                           |                                                 | Luisa Amalia di Brunswick-Lüneburg                     | Ferdinando Alberto II di Brunswick-Lüneburg                           |  |  |       |  |  |                              |  |  |                                 |  |
|                                           |                                                 | Luisa Amalia di Brunswick-Lüneburg                     | Ferdinando Alberto II di Brunswick-Lüneburg                           |  |  |       |  |  |                              |  |  |                                 |  |
|                                           |                                                 | Luisa Amalia di Brunswick-Lüneburg                     | Antonietta Amalia di Brunswick-Wolfenbüttel                           |  |  |       |  |  |                              |  |  |                                 |  |
| Federico Guglielmo III di Prussia         |                                                 | Luisa Amalia di Brunswick-Lüneburg                     |                                                                       |  |  |       |  |  |                              |  |  |                                 |  |
|                                           |                                                 | Luigi IX d'Assia-Darmstadt                             | Luigi VIII d'Assia-Darmstadt                                          |  |  |       |  |  |                              |  |  |                                 |  |
|                                           |                                                 | Luigi IX d'Assia-Darmstadt                             | Luigi VIII d'Assia-Darmstadt                                          |  |  |       |  |  |                              |  |  |                                 |  |
|                                           |                                                 | Luigi IX d'Assia-Darmstadt                             | Carlotta di Hanau-Lichtenberg                                         |  |  |       |  |  |                              |  |  |                                 |  |
| Federica Luisa d'Assia-Darmstadt          |                                                 | Luigi IX d'Assia-Darmstadt                             |                                                                       |  |  |       |  |  |                              |  |  |                                 |  |
|                                           |                                                 | Carolina del Palatinato-Zweibrücken-Birkenfeld         | Cristiano III del Palatinato-Zweibrücken                              |  |  |       |  |  |                              |  |  |                                 |  |
|                                           |                                                 | Carolina del Palatinato-Zweibrücken-Birkenfeld         | Cristiano III del Palatinato-Zweibrücken                              |  |  |       |  |  |                              |  |  |                                 |  |
|                                           |                                                 | Carolina del Palatinato-Zweibrücken-Birkenfeld         | Carolina di Nassau-Saarbrücken                                        |  |  |       |  |  |                              |  |  |                                 |  |
| Alberto di Prussia                        |                                                 | Carolina del Palatinato-Zweibrücken-Birkenfeld         |                                                                       |  |  |       |  |  |                              |  |  |                                 |  |
|                                           | Carlo Ludovico Federico di Meclemburgo-Strelitz | Adolfo Federico II di Meclemburgo-Strelitz             |                                                                       |  |  |       |  |  |                              |  |  |                                 |  |
|                                           | Carlo Ludovico Federico di Meclemburgo-Strelitz | Adolfo Federico II di Meclemburgo-Strelitz             |                                                                       |  |  |       |  |  |                              |  |  |                                 |  |
|                                           | Carlo Ludovico Federico di Meclemburgo-Strelitz | Cristiana Emilia di Schwarzburg-Sonderhausen           |                                                                       |  |  |       |  |  |                              |  |  |                                 |  |
| Carlo II di Meclemburgo-Strelitz          | Carlo Ludovico Federico di Meclemburgo-Strelitz |                                                        |                                                                       |  |  |       |  |  |                              |  |  |                                 |  |
|                                           |                                                 | Elisabetta Albertina di Sassonia-Hildburghausen        | Ernesto Federico I di Sassonia-Hildburghausen                         |  |  |       |  |  |                              |  |  |                                 |  |
|                                           |                                                 | Elisabetta Albertina di Sassonia-Hildburghausen        | Ernesto Federico I di Sassonia-Hildburghausen                         |  |  |       |  |  |                              |  |  |                                 |  |
|                                           |                                                 | Elisabetta Albertina di Sassonia-Hildburghausen        | Sofia Albertina di Erbach-Erbach                                      |  |  |       |  |  |                              |  |  |                                 |  |
| Luisa di Meclemburgo-Strelitz             |                                                 | Elisabetta Albertina di Sassonia-Hildburghausen        |                                                                       |  |  |       |  |  |                              |  |  |                                 |  |
|                                           |                                                 | Giorgio Guglielmo d'Assia-Darmstadt                    | Luigi VIII d'Assia-Darmstadt                                          |  |  |       |  |  |                              |  |  |                                 |  |
|                                           |                                                 | Giorgio Guglielmo d'Assia-Darmstadt                    | Luigi VIII d'Assia-Darmstadt                                          |  |  |       |  |  |                              |  |  |                                 |  |
|                                           |                                                 | Giorgio Guglielmo d'Assia-Darmstadt                    | Carlotta di Hanau-Lichtenberg                                         |  |  |       |  |  |                              |  |  |                                 |  |
| Federica Carolina Luisa d'Assia-Darmstadt |                                                 | Giorgio Guglielmo d'Assia-Darmstadt                    |                                                                       |  |  |       |  |  |                              |  |  |                                 |  |
|                                           |                                                 | Maria Luisa Albertina di Leiningen-Dagsburg-Falkenburg | Cristiano Carlo Reinardo di Leiningen-Dachsburg-Falkenburg-Heidesheim |  |  |       |  |  |                              |  |  |                                 |  |
|                                           |                                                 | Maria Luisa Albertina di Leiningen-Dagsburg-Falkenburg | Cristiano Carlo Reinardo di Leiningen-Dachsburg-Falkenburg-Heidesheim |  |  |       |  |  |                              |  |  |                                 |  |
|                                           |                                                 | Maria Luisa Albertina di Leiningen-Dagsburg-Falkenburg | Caterina Polissena di Solms-Rödelheim-Assenheim                       |  |  |       |  |  |                              |  |  |                                 |  |
|                                           |                                                 | Maria Luisa Albertina di Leiningen-Dagsburg-Falkenburg |                                                                       |  |  |       |  |  |                              |  |  |                                 |  |